# Kod lotniska ICAO
Kod lotniska ICAO – powszechnie używana nazwa czteroliterowego tzw. wskaźnika lokalizacji (ang. Location Indicator), stanowiącego element dużego systemu adresowego używanego przez służby ruchu lotniczego, linie lotnicze itp. w tak zwanej stałej sieci łączności lotniczej (AFTN). Zostały one wprowadzone przez Organizację Międzynarodowego Lotnictwa Cywilnego (International Civil Aviation Organization, ICAO).
Wskaźników lokalizacji ICAO używają kontrolerzy ruchu lotniczego, różnorodne służby ruchu lotniczego oraz służby żeglugi powietrznej, m.in. do planowania lotów oraz – generalnie adresowania różnorodnych depesz bądź wskazywania miejsca, w którym obowiązuje jakieś ograniczenie. Wskaźniki lokalizacji ICAO różnią się od kodów lotniskowych IATA.
Na przykład w tzw. indywidualnych planach lotów (FPL), wskaźniki lokalizacji ICAO są stosowane do określenia lotniska startu, lotniska lądowania i lotniska lub lotnisk zapasowych oraz rejonów informacji powietrznej (FIR), przez które statek powietrzny zamierza przelatywać. W depeszach NOTAM i SNOWTAM wskaźnik lokalizacji wskazuje na konkretne miejsce (najczęściej lotnisko) lub FIR, w którym obowiązuje jakieś ograniczenie.
W połączeniu z trzyliterowymi oznaczeniami kodowymi linii lotniczych, zawartymi w ICAO Doc 8585 wskaźniki lokalizacji ICAO tworzą system adresowy używany do adresowania depesz lotniczych przesyłanych siecią stałej łączności lotniczej (AFTN). Na przykład:
wskaźnik lokalizacji lotniska Warszawa/Okęcie = EPWA

oznacznik Biura Odpraw Załóg = ZPZ

litera uzupełniająca = X (standardowo)
Aby zatem zaadresować depeszę do Biura Odpraw Załóg lotniska Warszawa/Okęcie, wystarczy w sieci AFTN wpisać adres EPWAZPZX.
Wbrew powszechnie przyjętemu mniemaniu, wskaźniki lokalizacji ICAO (zawarte w dokumencie ICAO Doc 7910) nie są stosowane wyłącznie do oznaczania lotnisk – w przedmowie dokumentu ICAO Doc 7910 wyraźnie jest napisane, że wskaźniki zawarte w tym dokumencie identyfikują stacje lotnicze, czyli dowolne miejsce na ziemi, w którym zostanie zainstalowany i uruchomiony terminal sieci AFTN. Ponadto ICAO pozwala na przypisywanie wskaźników lokalizacji miejscom, w którym w danej chwili nie ma terminala AFTN; muszą być one tylko odpowiednio oznaczone w wykazie wskaźników lokalizacji, jako miejsca, do których nie można przesyłać depesz.
Inaczej niż w przypadku kodów IATA, wskaźniki lokalizacji ICAO mają strukturę regionalną. Pierwsza litera oznacza część świata według podziału stworzonego przez ICAO. Drugą literą oznaczone są państwa lub regiony administracyjne w tej części świata. Ostatnie dwie litery identyfikują daną stację lotniczą.

## Oznaczenia części świata
A = Antarktyda (AT) i Południowo-Zachodni Pacyfik (W-py Salomona, Nauru, Papua-NG)

B = Grenlandia i Islandia oraz Kosowo

C = Kanada

D = Afryka Północno-Zachodnia

E = Europa Północna

F = Afryka Południowa i Środkowa

G = Afryka Zachodnia, Wyspy Kanaryjskie

H = Afryka Wschodnia

I =

J = Jezero (krater marsjański)

K = Kontynentalne Stany Zjednoczone

L = Europa Południowa

M = Ameryka Środkowa i Karaiby

N = Południowy Pacyfik

O = Bliski Wschód

P = Hawaje (PH), Alaska (PA) i Północny Pacyfik

Q = zarezerwowane dla radiotelegrafii

R = Azja Wschodnia

S = Ameryka Południowa

T = Karaiby

U = Kraje byłego ZSRR

V = Azja Południowa

W = Azja Południowo-Wschodnia

X =

Y = Australia

Z = (d.) Socjalistyczne państwa Azji wschodniej – Chińska Republika Ludowa, Korea Północna (ZK), Mongolia (ZM)

## Przykłady kodów ICAO
- EPPO – Lotnisko Poznań-Ławica (E = Europa, P = Polska, PO = Poznań Ławica) (kod IATA – POZ)
- EPWA – Lotnisko Chopina w Warszawie (E = Europa, P = Polska, WA = Warszawa Okęcie) (kod IATA – WAW)
- KATL – Port lotniczy Atlanta – Hartsfield-Jackson, USA (kod IATA – ATL)
- LOWW – Lotnisko Wiedeń-Schwechat (L = Europa Południowa, O = Austria, WW = Wiedeń-Schwechat) (kod IATA – VIE)
- FAJS – Lotnisko Johannesburg, RPA (kod IATA – JNB)
- KBOS – Lotnisko Boston-Logan, USA (kod IATA – BOS)
- LIRF – Lotnisko Rzym/Fiumicino, Włochy (kod IATA – FCO)
- OMDB – Lotnisko Dubaj, ZEA (kod IATA – DXB)
- YSCB – Lotnisko Canberra, Australia (kod IATA – CBR)